# Walther Rodler
Walther Rodler (* 2. Februar 1867 in Wien; † 24. Dezember 1931 ebenda) war ein österreichischer Politiker.

## Leben
Walther Rodler, der Sohn eines Advokaten, studierte von 1885 bis 1889 Rechtswissenschaften an der Universität Wien und erlangte 1890 den Doktorgrad in Rechtswissenschaften. Im selben Jahr begann er bei der Kaiser-Ferdinands-Nordbahn zu arbeiten und wechselte 1901 in die Direktion der für die Wiener Stadtbahn zuständigen Commission für Verkehrsanlagen in Wien.
Im Jahr 1903 erhielt er eine Stellung im Eisenbahnministerium. Hier machte sich Rodler als Leiter mehrerer Abteilungen einen Namen, unter anderem leitete er das Präsidialbüro. 1909 wurde er zum Sektionsrat ernannt und 1913 zum Ministerialrat. Bundeskanzler Johann Schober ernannte ihn 1921 zum Bundesverkehrsminister, ein Amt, das er bis 1922 ausübte. Zu seinen Herausforderungen gehörte unter anderem der Aufbau des österreichischen Eisenbahnnetzes nach dem Ersten Weltkrieg.
Walther Rodler gehörte zu keiner Zeit einer politischen Partei an und bekleidete auch nie ein Mandat im Österreichischen Nationalrat. 1922 schied er als Minister aus und wurde Vizepräsident im Aufsichtsrat der Eisenbahn Wien-Aspang. Er starb im Dezember 1931 im Alter von 64 Jahren und wurde am Grinzinger Friedhof beigesetzt.